# Dècada del 1420 aC

## Esdeveniments
- Vers 1425 aC Kadashmankharbe successor de Karaindash (possiblement el seu pare) com a rei cassita de Babilònia. Farà una expedició contra els suteus del país de Suti, al desert sirià, sotmetent-los al seu domini.
- Vers 1425 aC, revolta dels cretencs minoics de Cnossos contra els ara governants aqueus. La revolta es reprimida i Cnossos queda destruïda; la dominació aquea queda consolidada.
- Vers 1420 aC, mort de Huzziyas II. El succeeix Muwatal·lis I, probablement el seu germà. El nou rei imposarà en els següents anys diversos tractats als petits regnes de Tegarama, Zazzisa, Alha, Armatana, Arawanna, Ishuwa i d'altres de la regió de l'Alt Eufrates, molts d'ells hurrites que s'havien format durant la crisi hitita que havia durant gairebé un segle.

## Personatges destacats
- Amenofis II d'Egipte